# Există gânduri
Există gânduri este un film românesc din 2013 regizat de Carmen Tofeni. Rolurile principale au fost interpretate de actorii Maria.

## Distribuție
Distribuția filmului este alcătuită din:
- Maria